# Wibaux
Wibaux är administrativ huvudort i Wibaux County i Montana. Orten har fått sitt namn efter bosättaren Pierre Wibaux.